# Bernd Vittinghoff
Bernd Vittinghoff (* 9. Juli 1955) ist ein ehemaliger deutscher Fußballspieler.

## Sportlicher Werdegang
Vittinghoff spielte in der Jugend bei Fortuna Düsseldorf, ehe der Stürmer für den VfL Benrath in der Verbandsliga Niederrhein auf Torejagd ging. 1980 verließ er gemeinsam mit seinem Sturmpartner Dieter Sevens den aufgrund von Steuernachzahlungen finanziell belasteten Klub in Richtung Profifußball. Seine erste Profistation war das in der 2. Bundesliga Nord antretende Bundesliga-Gründungsmitglied Preußen Münster. Bei seinem Debüt am ersten Spieltag der Spielzeit 1980/81 erzielte er bei der 1:3-Niederlage gegen Viktoria Köln sein erstes Profitor. Im Saisonverlauf stand er bei allen 42 Saisonspielen in der Startelf, mit acht Saisontoren war er vor Thomas Lander bester vereinsinterner Torschütze. Dennoch verpasste der Klub am Saisonende die Qualifikation für die eingleisige zweite Liga.
Vittinghoff wechselte im Sommer 1982 zum Ligakonkurrenten SC Fortuna Köln. In den ersten Spielen unter Trainer Martin Luppen noch Einwechselspieler traf er auch hier bei seinem Startelfdebüt anlässlich einer 1:2-Heimniederlage gegen den FC Schalke 04 am dritten Spieltag. Hinter Karl-Heinz Mödrath, der 18 Mal erfolgreich war, platzierte er sich mit elf Saisontoren an zweiter Stelle der vereinsinternen Torschützenliste. Auch zu Beginn der folgenden Spielzeit war er Stammkraft, am 13. Spieltag erzielte er beim 6:1-Erfolg über den FSV Frankfurt drei Tore. Nach dem Jahreswechsel rückte er jedoch nach der Verpflichtung von Dieter Schatzschneider bei der Fortuna ins zweite Glied. So war er in der Rückrunde häufig nur noch Einwechselspieler und während der Klub im DFB-Pokal 1982/83 ins Endspiel einzog, war er zuletzt im Viertelfinalspiel beim Borussia Mönchengladbach in der Verlängerung zum Zuge gekommen. Nach Schatzschneiders Abschied in Richtung Hamburger SV im Sommer stand er unter Trainer Horst Heese zu Beginn der folgenden Spielzeit wieder zeitweise in der Startelf. Gemeinsam mit dem Österreicher Robert Hanschitz folgte er im Oktober des Jahres einem Angebot des Zweitliga-Schlusslichts SC Charlottenburg. Wiederum zählte er bei seinem Debüt für den neuen Klub am 22. Oktober 1983 bei der 2:4-Auswärtsniederlage bei Rot-Weiss Essen zu den Torschützen. Unter Trainer Bernd Erdmann und dessen Nachfolger Slobodan Čendić gehörte er auch beim Berliner Klub über weite Strecken zu den Stammspielern. Mit fünf Toren war er hinter Jörg Gaedke und Thorsten Schlumberger drittbester Torschütze des Klubs in der Spielzeit 1983/84, die der Aufsteiger auf einem Abstiegsplatz beendete. Insgesamt hatte er bis dato in 139 Zweitligaspielen 37 Tore erzielt.
Später war Vittinghoff insbesondere als Jugendtrainer tätig. Bei TuRU Düsseldorf half er zusammen mit seinem Jugendtrainerkollegen Joe Knochen zeitweise zudem als Interimstrainer der Oberliga-Mannschaft aus.